# دیراک کام

یک دیراک کام یک سری نامتناهی از تابع‌های دلتای دیراک است که با دورهٔ تناوب T پخش شده‌اند

دیراک کام (به انگلیسی: Dirac Comb) یک توزیع شوارتز متناوب است که در در ریاضیات و مهندسی برق کاربرد دارد. این تابع با نام تابع نمونه‌برداری (به انگلیسی: Sampling function) یا قطار ضربه (به انگلیسی: Impulse train) نیز شناخته می‌شود. دیراک کام از تابع‌های دلتای دیراک ساخته می‌شود. در دورهٔ تناوب {\displaystyle T} خواهیم داشت: 
{\displaystyle \mathrm {III} _{T}(t)\ {\stackrel {\mathrm {def} }{=}}\ \sum _{k=-\infty }^{\infty }\delta (t-kT)={\frac {1}{T}}\mathrm {III} (t/T)}
علامت {\displaystyle \mathrm {III} (t)} (که دورهٔ تناوب از آن حذف شده) نشان‌دهندهٔ دیراک کام با دورهٔ تناوب واحد است. تعدادی از نویسندگان به‌ویژه رونالد ان بریسول این تابع را با عنوان تابع شاه (به انگلیسی: Shah function) نیز می‌شناسند (احتمالاً به این دلیل که نمودار این تابع مانند حرف شا Ш در الفبای سیریلیک است). از آنجایی که دیراک کام یک تابع متناوب است، می‌توان آن‌را به صورت سری فوریه نیز بازنویسی کرد:
{\displaystyle \mathrm {III} _{T}(t)={\frac {1}{T}}\sum _{k=-\infty }^{\infty }e^{i2\pi kt/T}}
به کمک دیراک کام می‌توان هم پدیده‌های پیوسته و هم پدیده‌های گسسته را در چارچوب آنالیز فوریه در توزیع شوارتز بدون استفادهٔ مستقیم از سری فوریه نمایش داد.

## مقیاس‌پذیری
ویژگی مقیاس‌پدیری دیراک کام از همین ویژگی در تابع دلتای دیراک پیروی می‌کند. از آنجایی که داریم {\displaystyle \delta (t/a)=|a|\delta (t)\,}، می‌توان نوشت:
{\displaystyle \mathrm {III} _{T}(t/a)=|a|\,\mathrm {III} _{aT}(t)}